# Національна поліція Ліхтенштейну
Ліхтенштейн дотримується політики нейтралітету (з 1868 року) та є однією з небагатьох держав світу, які не мають збройних сил. Держава розпустила армію 12 лютого 1868. На момент скасування її чисельність становила 80 чоловік.
Захистом правопорядку займається поліція у складі 120 чоловік — 83 службовців та 37 представників цивільного персоналу. У конституції Ліхтенштейну закріплено положення про військову повинність. У надзвичайних ситуаціях призову підлягають громадяни віком до 60 років.